# جيورجي ساندور (ملحن)
جيورجي ساندور (بالمجرية: György Sándor)‏ هو عازف بيانو وملحن مجري، ولد في 21 سبتمبر 1912 في بودابست في المجر، وتوفي في 9 ديسمبر 2005 في نيويورك في الولايات المتحدة بسبب نوبة قلبية.

## وصلات خارجية
- جيورجي ساندور على موقع ميوزك برينز (الإنجليزية)
- جيورجي ساندور على موقع أول ميوزيك (الإنجليزية)
- جيورجي ساندور على موقع ديسكوغز (الإنجليزية)